# アダム・ミツキェヴィチ
アダム・ベルナルト・ミツキェヴィチ（Adam Bernard Mickiewiczポーランド語発音: [ˈadam mit͡sˈkʲɛvit͡ʂ] ( 音声ファイル);
ベラルーシ語: Ада́м Берна́рд Міцке́віч / Adam Biernard Mickievič;
リトアニア語: Adomas Bernardas Mickevičius;
ウクライナ語: Адам Бернард Міцкевич;
ロシア語: Ада́м-Берна́рд Никола́евич Мицке́вич）は、1798年12月24日 - 1855年11月26日）は、ポーランドを代表する国民的ロマン派詩人であり、政治活動家。

## 生い立ち
旧ポーランド東部のノヴォグルデク（現ベラルーシ、ナヴァフルダク）で、弁護士の子として生まれる。1807年から1815年にかけてドミニコ会の修道院で学ぶ。その後教職に就くために、ヴィリニュスにあるステファン・バトリ大学で学ぶ。学生時代には、ポーランド立憲王国としてポーランドを支配するロシア帝国からの独立を目指す若者による政治・教育地下組織の共同設立者の一人となった。
1823年にロシアによって逮捕され、1824年にロシア領内への追放刑を受けたが、首都サンクトペテルブルクで文芸サークルに所属し、ヴィルノ（ヴィリニュス）滞在時から始めていた詩作の才能を伸ばした。1828年には14世紀のリトアニア大公国で活躍したドイツ騎士団、コンラード・フォン・ヴァレンロットについての同名の叙事詩(en)を発表し、その後にポーランドで続いた民族蜂起に思想的な影響を与えた。
1829年にロシア出国を認められ、ドイツのヴァイマルでゲーテに会った後にイタリアに向かい、最終的にはローマで創作活動を行った。ここでミツキェヴィチの代表作ともされる叙事詩「パン・タデウシュ」(en)を執筆。
1832年にはフランス（七月王政期）のパリに移り、1834年6月に「パン・タデウシュ」の初版を発行。同年7月には高名なポーランド人女性ピアニスト・作曲家だったマリア・シマノフスカの娘のセリナと結婚したが、不和によってセリナは精神的に病み、1838年にはミツキェヴィチ自身が投身自殺未遂を起こした。1840年にはコレージュ・ド・フランスに新設されたスラヴ語・スラヴ文学のトップとなったが、1844年に辞任し、以後は神秘主義の傾向を強めた。1848年から1849年にかけての冬にはフレデリック・ショパンが病気だったミツキェヴィチを訪れ、ピアノ演奏によって彼の心を癒した。ショパンは12年前にミツキェヴィチの詩2編に旋律を付けた事があった。1849年にはフランス語の新聞「La Tribune des Peuples」（護民官）を創刊したが1年しか持たなかった。ミツキェヴィチにとってフランス帝国の復興は新たな希望となり、その最後の創作はナポレオン3世への頌歌と言われている。
1855年、妻のセリナが亡くなると、ミツキェヴィチはクリミア戦争にポーランド人部隊を派遣してロシアと戦うため、パリに未成年の子ども達を残してオスマン帝国のコンスタンティノープル（現在のトルコ・イスタンブール）に移動して準備を進めたが、その最中に同地で病没。死因はコレラと推測される。
死後、彼の遺体はコンスタンティノープルで仮埋葬された後にフランスに移されたが、1890年にポーランドに移され、クラクフのヴァヴェル大聖堂の地下室に安置された。

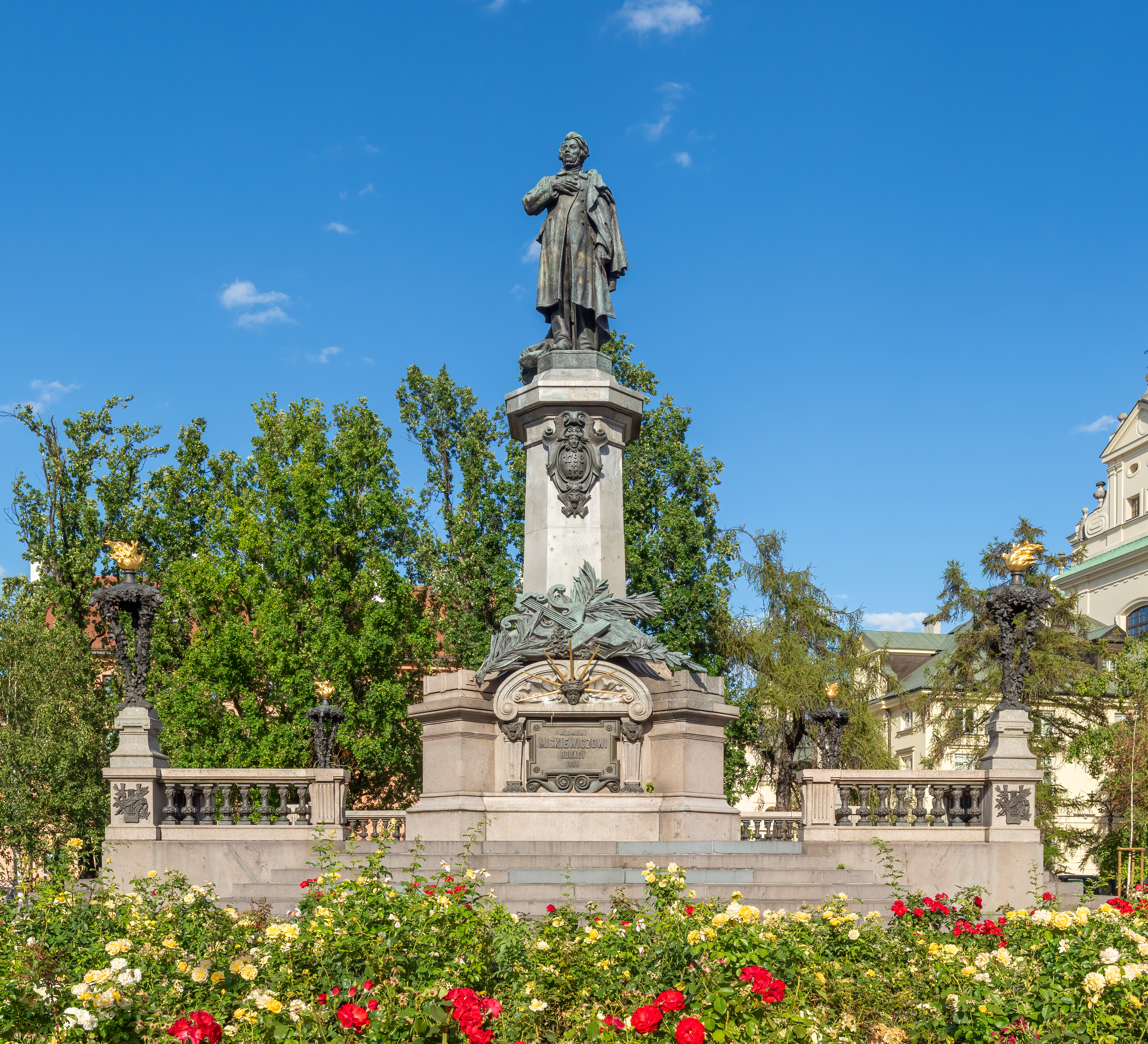
ワルシャワのアダム・ミツキェヴィチ像

## 現在での評価
ミツキェヴィチの母語はポーランド語で、彼自身も基本的にポーランド語で創作活動を行ったが、元々はリトアニア人の家系で、住んでいたのはベラルーシだったため、ポーランド・リトアニア共和国として一体性を持っていたこの地域の複雑で豊かな文化的土壌によって育まれた。ポーランドでは「国民的詩人」としての評価が与えられ、上記のようにクラクフのヴェヴァル大聖堂に埋葬された他、首都ワルシャワにあるポーランド大統領府の北側にはミツキェヴィチの銅像が建てられ、ポズナニではアダム・ミツキェヴィチ大学が設置されている。1998年にはアンジェイ・ワイダによって「パン・タデウシュ」が映画化（邦題『パン・タデウシュ物語』）された。
一方、リトアニアでも敬意の対象となり、リトアニアでは首都ヴィリニュスに博物館が置かれ、1998年には生誕200周年の記念硬貨が発行された。この他、ベラルーシの首都ミンスクやグロドノ、ウクライナのリヴィウなど、かつてのポーランド・リトアニア領の各地に銅像が残っている。また、ミツキェヴィチが長年居住したパリや死没地のイスタンブールでも博物館があり、現在でもその知名度は高い。

## 主要作品
- パン・タデウシュ物語（パン・タデウシュ）

## 日本語訳
- 『パン・タデウシュ』 工藤幸雄訳、講談社文芸文庫（上・下）、1999年
- 『ソネット集』 久山宏一訳、「ポーランド文学古典叢書」未知谷、2013年
- 『バラードとロマンス』 関口時正訳、「ポーランド文学古典叢書」未知谷、2014年